# Madame de Saint-Baslemont
Alberte-Barbe d'Ernécourt, Dame de Saint-Baslemont, connue sous le nom de Madame de Saint-Baslemont ou encore d’Amazone chrétienne, est née le 14 mai 1607 et décédée le 22 mai 1660 au château de Neuville-en-Verdunois. C’est une héroïne lorraine de la guerre de Trente Ans.

## Biographie

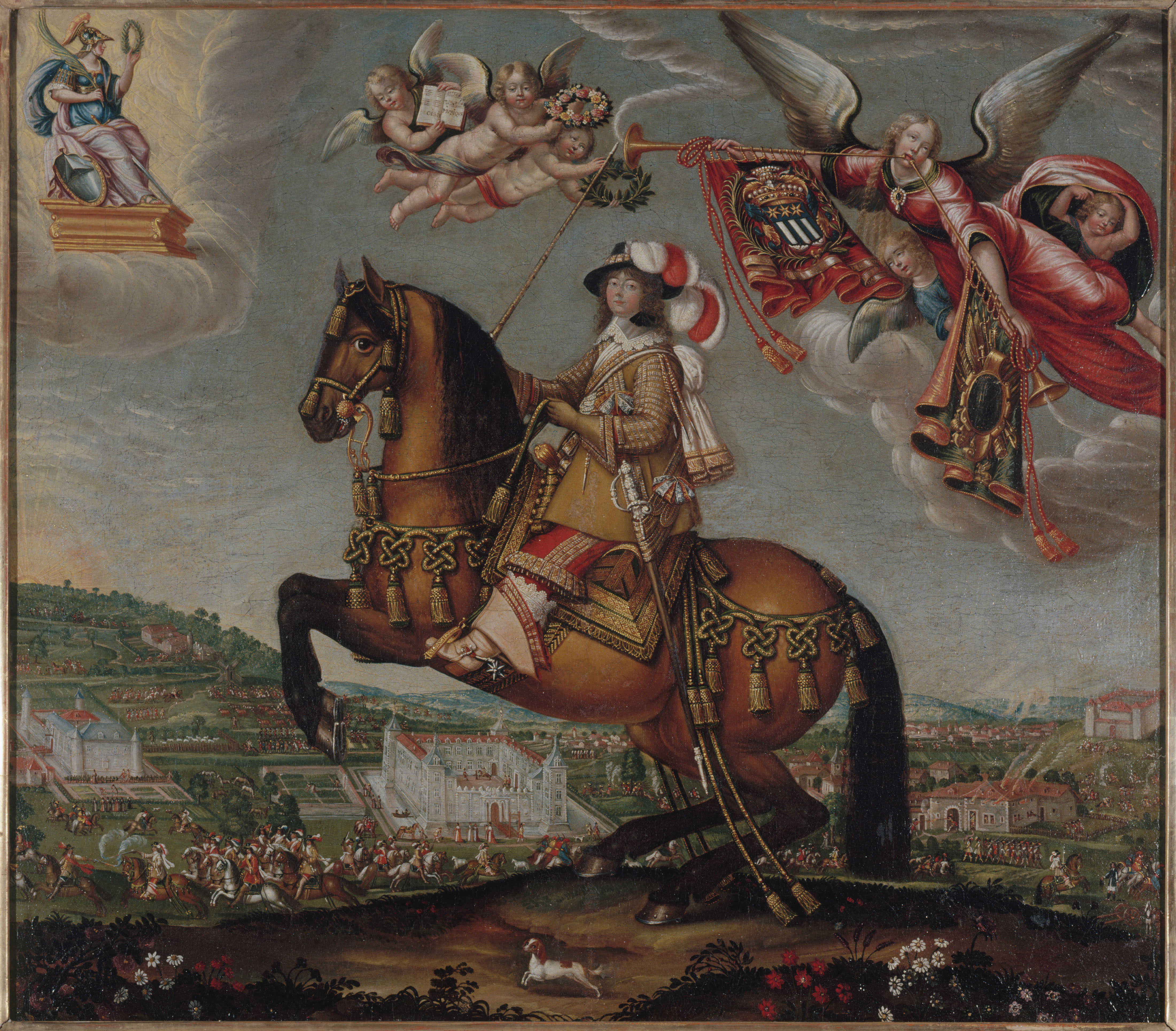
Portrait équestre de Madame de Saint-Baslemont

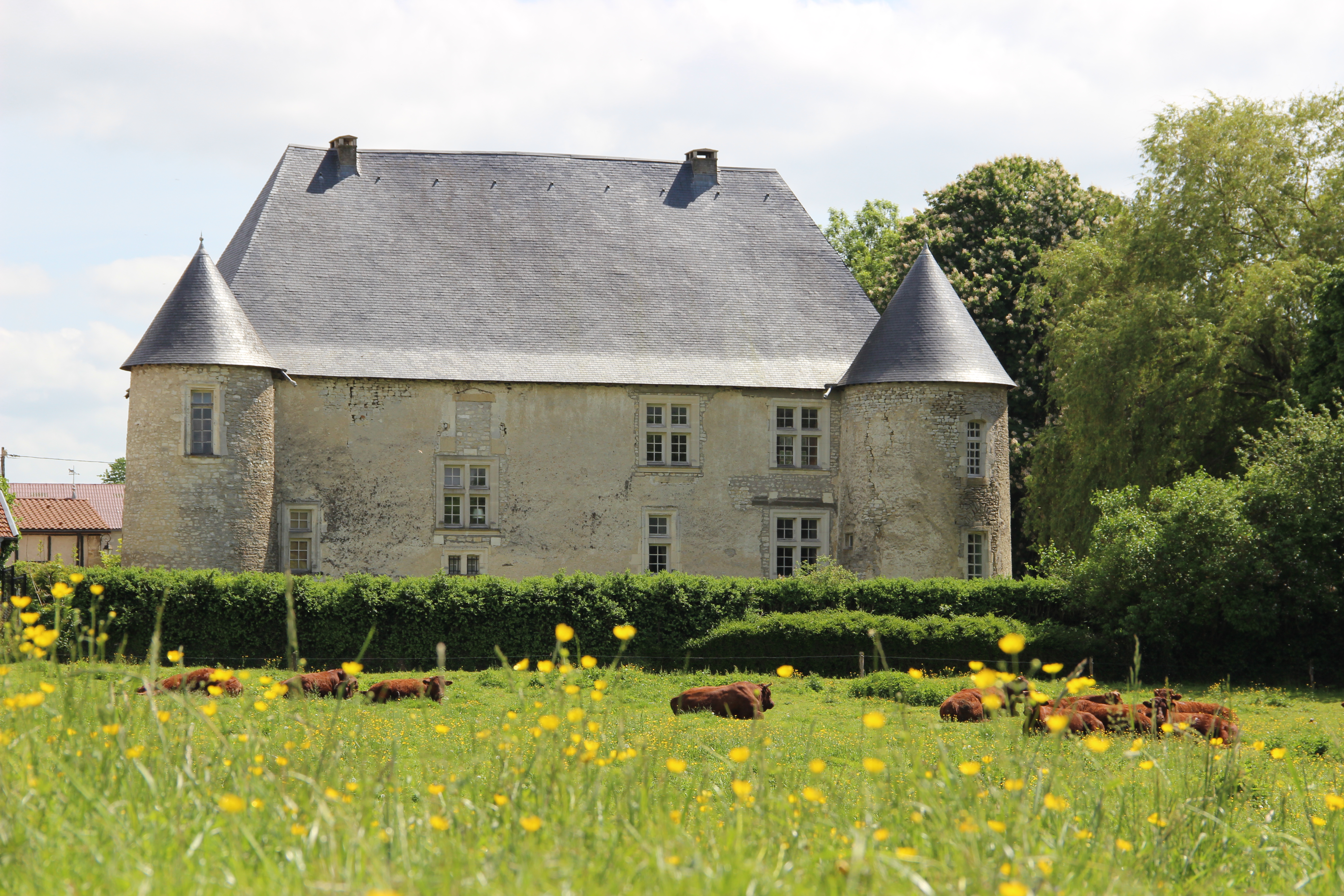
château de Neuville-en-Verdunois.

### Famille
Alberte-Barbe d'Ernécourt, née le 14 mai 1607, est le seul enfant survivant de Simon d'Ernécourt et de Marguerite Housse de Watronville. Sa famille paternelle, des marchands-tanneurs. a connu une ascension sociale à la suite de sa fortune dans le négoce et d’unions. Son grand-père paternel, aussi nommé Simon d’Ernécourt ou Simon Ier, eut 15 enfants, dont son père, dit Simon le Jeune ou Simon II. Ce dernier, né en 1574, passe son enfance au service du duc Charles III à Nancy. Il épouse Marguerite Housse de Watronville, fille du riche bailli de Verdun, Nicolas Housse, un des hommes les plus importants du Barrois. Elle apporte en dot une partie de la seigneurie de Neuville. Le reste de cette dernière sera acheté par Simon Ier pour le nouveau couple.
Son frère Nicolas étant mort en bas âge, Alberte-Barbe devient l’unique héritière des terres et du titre de son père. 

### Enfance
Alberte-Barbe est éduquée par sa tante paternelle Barbe d’Ernécourt, qui a été missionnée pour la préparer à une ascension sociale importante à la vue de son héritage. Elle s’occupera de sa nièce jusqu’aux quatorze ans de cette dernière. L’éducation a lieu en sa demeure au Château d’Étrepy et sera très variée : travaux domestiques, religion, latin, luth, chant, cavalerie, littérature et poésie. Barbe d’Ernécourt étant une excellente cavalière, elle transmettra sérieusement cette compétence à sa nièce.

### Mariage
Le 29 février 1624, à seize ans, son père la marie à Jean-Jacques de Haraucourt, seigneur de Saint-Baslemont, de très ancienne noblesse mais ruiné. Le couple demeure au château de Neuville-en-Verdunois jusqu’au départ d’Haraucourt en 1632 pour combattre aux côtés de Charles IV de Lorraine. On leur connait deux enfants :
- un fils mort à 14 ans en 1644 ;
- Marie-Claude, épouse en 1646 Louis des Armoises, seigneur de Jaulny et de Commercy.

En 1632, la France envahit le Barrois et la Lorraine. Tandis que son mari combat en Allemagne aux côtés du duc de Lorraine, Charles IV, Madame de Saint-Baslemont, qui soutient le parti français, réside sur ses terres de Neuville-en-Verdunois.
Portant vêtement d'homme, et mettant à profit les connaissances militaires que son père lui avait apprises, elle va protéger ses gens contre la soldatesque de tous pays (notamment française, suédoise et croate) qui ravage la Lorraine. Femme forte du XVIIe siècle, Madame de Saint-Baslemont s'illustre dans la formation au combat des habitants des villages environnants afin de contrer les tentatives de pillage et autres exactions menées par les armées et les bandes de mercenaires. Elle veille aussi sur le sanctuaire de Notre-Dame-de-Benoite-Vaux, allant jusqu'à mettre en sécurité chez elle la statue vénérée de la Vierge. Escortant également les convois qui ravitaillent la place de Verdun, son courage impressionne les officiers ennemis français qui la font peindre par Claude Deruet dans un ensemble d'exceptionnels et rares portraits équestres (en 1646, pour le tableau exposé au musée des Beaux-arts de Nancy).
En 1644, la peste emporte son fils de quatorze ans et son mari est tué au combat.
En 1646, sa fille et héritière, Marie-Claude d'Haraucourt, épouse Louis des Armoises, seigneur de Jaulny et de Commercy.
Femme aux ressources étendues, la guerre ne l'empêche pas d'écrire des tragédies religieuses.
Elle vieillit alors que la Lorraine des Trois-Évêchés est livrée au rude gouvernement de l'occupant français gouverné par La Ferté-Sénectère. Tous ses biens sont réquisitionnés et sa maison occupée. Malade, elle entre chez les clarisses de Bar-le-Duc et revient mourir chez elle le 22 mai 1660 à 53 ans.
Son tombeau est encore visible de nos jours dans l'église de Neuville-en-Verdunois.

## Œuvres
- Les Jumeaux martyrs, tragédie par Mme de S.-Balmon, Paris : A. Courbé, 1650, In-4 ̊, 144 p.
- Les Jumeaux martyrs, Alberte-Barbe d'Ernécourt, madame de Saint-Balmon ; éd. critique avec introd. et notes par Carmeta Abbott et Hannah Fournier, Genève, Droz, 1995.
- Fausse attribution : La Fille généreuse (Paris BnF, ms Français 25489). Éditée dans le Théâtre complet de Philippe Quinault, tome III, Tragi-comédies romanesques, éd. William Brooks et Catherine Marchal-Weyl, Paris, Classiques Garnier, 2020, p. 82-154.

#### Biographies rédigées sous l'Ancien Régime
- Abbé Desbillons, Histoire de la vie chrétienne et des exploits militaires d'Alberte-Barbe d'Ernecourt, connue sous le nom de Madame de Saint-Balmont, Liège-Paris, J.J. Tutot- veuve Babuty, 1773. Ouvrage numérisé.
- Tallemant des Réaux, Historiettes, Paris, Gallimard, La Pléiade, tome II, p. 596-97.
- Jean-Marie de Vernon, L'Amazone chrestienne, ou Les avantures de Madame de S. Balmon, Paris, chez Gaspar Meturas, 1678.

#### Biographies contemporaines et autres études
- Micheline Cuénin, La dernière des Amazones, madame de Saint-Baslemont, Nancy, Presses universitaires de Nancy, 1992
- T. de Morembert, « Haraucourt (Alberte-Barbe d'Ernecourt, Mme Jean-Jacques de) » dans Dictionnaire de biographie française, vol. 17, Paris, 1989 [détail des éditions] , col. 610.
- Alain Cullière, « Madame de Saint-Balmon et les jésuites au théâtre, sur le thème des "jumeaux martyrs" (1650) », Grandeur et servitude au siècle de Louis XIV, actes de la journée d'étude de l'Université Nancy II (27 nov. 1997), Nancy, P.U. de Nancy, 1999, p. 23-31.
- Alain Cullière, « La fille généreuse, tragi-comédie en quête d'auteur », XVIIe siècle, 2001, p. 535-544.
- Philippe Martin, Une guerre de Trente Ans en Lorraine (1631-1661), Ed. Serpenoise, Metz, 2002, p. 143-145.
- Bruno Théveny, Femmes illustres des Vosges dans l'histoire, Chaumont, Liralest-Éditions Dominique Guéniot, 2020, 192 p. (ISBN 978-2-87825-003-9 et 2-87825-003-6, OCLC 1236003913, lire en ligne), p. 81-84